# 10족 원소
10족 원소는 주기율표의 열번째 족에 속하는 화학 원소이다. 백금이 속해 백금족이라고도 한다.
| 주기 | 원소 이름  | 원소 기호 (번호) | 원자 질량  | 녹는점 (K) | 끓는점 (K) | 전기음성도 |
| 4    | 니켈       | Ni (28)          | 58.6934(2) | 1728       | 3186       | 1.91       |
| 5    | 팔라듐     | Pd (46)          | 106.42(1)  | 1828.05    | 3236       | 2.20       |
| 6    | 백금       | Pt (78)          | 195.078(2) | 2041.4     | 4098       | 2.28       |
| 7    | 다름슈타튬 | Ds (110)         | (281)      | ?          | ?          | ?          |

## 같이 보기
- 백금족 원소